# Flamspettar
Flamspettar (Dinopium) är ett fågelsläkte i familjen hackspettar inom ordningen hackspettartade fåglar med fem arter som förekommer i södra och östra Asien:
- Himalayaflamspett (D. shorii)
- Guldryggig flamspett (D. javanense)
- Fläckstrupig flamspett (D. everetti)
- Svartgumpad flamspett (D. bengalense)
- Rödryggig flamspett (D. psarodes)

Olivryggig hackspett betraktades fram tills nyligen helt okontroversiellt vara en del av Dinopium, med det svenska trivialnamnet olivryggig flamspett. Genetiska studier visar dock att arten, trots avvikande utseende, istället är systerart till de två hackspettsarterna i Gecinulus. 
Arterna i Dinopium kallades tidigare för sultanspettar, men har fått nya namn sedan genetiska studier visar att de trots liknande utseende inte är nära släkt med  sultanspettarna i Chrysocolaptes. Se artikeln om hackspettar för släktskap inom familjen.